# Giro d’Italia 2023/10. Etappe
Die 10. Etappe des Giro d’Italia 2023 fand am 16. Mai 2023 statt und bildete den Auftakt der zweiten Woche der 106. Austragung des italienischen Etappenrennens. Die Strecke führte von Scandiano über 196 Kilometer nach Viareggio. Nach der Etappe hatten die Fahrer insgesamt 1598,6 Kilometer zurückgelegt haben, was 46 % der Gesamtdistanz entsprach. Die Organisatoren der Rundfahrt bewerteten die Schwierigkeit der Etappe mit zwei von fünf Sternen.

## Streckenverlauf
Der neutralisierte Start erfolgte in Scandiano neben dem Parco della Resistenza. Im Anschluss führte die Strecke vorbei an der Rocca dei Boiardo ins Zentrum der Stadt, wo eine kleine Schleife absolviert wurde, ehe das Rennen nach 5,4 Kilometern auf der SP 7 bei Iano freigegeben wurde.
Nach dem offiziellen Start gelangten die Fahrer über Viano zu einem nicht-kategorisierten Anstieg, der nach Baiso führte. Danach folgte ein Plateau, auf dem Carpineti durchfahren wurde. Über eine kurze Abfahrt gelangten die Fahrer nach Gatta, wo die Straße erneut zu steigen begann und zum ersten Zwischensprint führte, der nach 48,1 Kilometern in Villa Minozzo ausgefahren wurde. Im Anschluss stieg die Straße für die nächsten rund 40 Kilometer weiter an und führte über Governara, Civago und Piandelagotti auf den Passo delle Radici, der mit einer Höhe von 1527 Metern den höchsten Punkt der Etappe darstellte. Auf der Kuppe, die nach 87,5 gefahrenen Kilometern überquert wurde, wurde eine Bergwertung der 2. Kategorie abgenommen, ehe eine lange Abfahrt über Castiglione di Garfagnana nach Castelnuovo di Garfagnana führte. Hier wurde mit dem Monteperpoli (491 m) eine kurze Bergwertung der 3. Kategorie befahren. Der Anstieg stellte 75,3 Kilometer vor dem Ziel die letzte Herausforderung dar, ehe die Strecke auf flachen Straßen entlang des Serchio nach Ponte a Moriano führte, wo 41,9 Kilometer vor dem Ziel der zweite Zwischensprint ausgefahren wurde. Über Monsagrati und Montemagno gelangten die Fahrer nach Camaiore, ehe das Ziel in Viareggio erreicht wurde. Die Ziellinie befand sich am Ende einer langen Geraden auf der Viale Giosuè Carducci neben der Piazza Giuseppe Mazzini.
|                            | Ort                | Kilometer | Länge (km) | Höhe (m) | Ø Steigung |
| -------------------------- | ------------------ | --------- | ---------- | -------- | ---------- |
| neutralisierter Start      | Scandiano          | −5,4      |            |          |            |
| offizieller Start          | Iano               | 0         |            |          |            |
| Zwischensprint             | Villa Minozzo      | 48,1      |            |          |            |
| Bergwertung (2. Kategorie) | Passo delle Radici | 87,5      | 33,7       | 1527     | 2,5 %      |
| Bergwertung (3. Kategorie) | Monteperpoli       | 120,7     | 2,6        | 491      | 8 %        |
| Zwischensprint             | Ponte a Moriano    | 154,1     |            |          |            |
| Ziel                       | Viareggio          | 196       |            |          |            |

## Rennverlauf
Nachdem der Gesamtführende Remco Evenepoel (Soudal Quick-Step) aufgrund eines positiven Corona-Tests den Giro d’Italia am Ruhetag verlassen hatte, ging Geraint Thomas (Ineos Grenadiers) im Rosa Trikot an den Start. Des Weiteren nahmen auch Domenico Pozzovivo, Mads Würtz Schmidt (beide Israel-Premier Tech), Rigoberto Urán (EF Education-EasyPost), Stefan Küng (Groupama-FDJ), Callum Scotson (Team Jayco AlUla), Rein Taaramäe, Sven Erik Bystrøm (beide Intermarché-Circus-Wanty) und Oscar Riesebeek (Alpecin-Deceuninck) die 10. Etappe nicht in Angriff. Aufgrund der schlechten Wetterbedingungen mit Temperaturen um den Gefrierpunkt auf dem Passo delle Radici (1527 m) war zunächst unklar ob die Etappe in voller Länge stattfinden würde. Nach dem offiziellen Start kam es im Hauptfeld zu mehreren Angriffen. Nach rund 15 Kilometern setzten sich Derek Gee (Israel-Premier Tech) und Alessandro De Marchi (Jayco AlUla) von einer kleinen Ausreißergruppe ab, während ihre ehemaligen Gefährten wieder vom Hauptfeld gestellt wurden. Im Anschluss schafften Magnus Cort Nielsen (EF Education-EasyPost) und Davide Bais (Eolo-Kometa Cycling Team) den Anschluss zu dem Führungsduo, womit nun vier Fahrer in der Spitzengruppe vertreten waren. In der hektischen Anfangsphase fielen mehrere Fahrer aus dem Peloton zurück. Betroffen war auch der gesamtsiebte Alexander Wlassow (Bora-hansgrohe), der das Rennen wenig später krankheitsbedingt aufgab.
Den ersten Zwischensprint nach rund 50 Kilometern gewann Davide Bais, während sich Jonathan Milan (Bahrain Victorious), der Führende der Punktewertung, im Peloton vor Michael Matthews (Jayco AlUla) und Mads Pedersen (Trek-Segafredo) durchsetzte. Im Anstieg auf den Passo delle Radici fielen immer wieder Fahrer aus dem Hauptfeld zurück, wobei sich der Vorsprung der Ausreißergruppe mit rund vier Minuten einpendelte. Davide Bais sicherte sich die Bergwertung des Passes der 2. Kategorie, womit er seinen Vorsprung in der Sonderwertung weiter ausbaute. In der nachfolgenden Abfahrt fiel der Italiener aus der Spitzengruppe zurück und wurde wenig später vom Hauptfeld eingeholt. Während die Ineos Grenadiers das Tempo auf der nassen Abfahrt bestimmten, kam Fernando Gaviria (Movistar Team) zu Sturz. Der kolumbianische Sprinter konnte das Rennen jedoch fortsetzen. Rund 90 Kilometer vor dem Ziel verschärfte die Bahrain-Victorious-Mannschaft um Damiano Caruso das Tempo in der Abfahrt und konnte sich mit drei Fahrern vom Peloton absetzen. Im Hauptfeld stürzte Jay Vine (UAE Team Emirates) und konnte im Anschluss den Kontakt zum Hauptfeld nicht mehr herstellen, wodurch er in der Gesamtwertung mehr als zehn Minuten verlor. Am Ende der Abfahrt folgte eine kurze Steigung, auf der sich Derek Gee vor Magnus Cort Nielsen und Alessandro De Marchi die meisten Punkte im Kampf um die Bergwertung sicherte. Mit einem Rückstand von rund zwei Minuten erreichte auch die Ausreißergruppe um Damiano Caruso die Kuppe, auf der sie etwa 70 Kilometer vor dem Ziel vom Hauptfeld eingeholt wurde. Nach der langen Abfahrt formierte sich das Hauptfeld erneut und mit Mark Cavendish (Astana Qazaqstan Team) kehrte einer der Top-Sprinter ins Peloton zurück. Kurz darauf kam es in der Wagenkolonne hinter dem Hauptfeld zu einem Sturz, in den Michel Ries (Team Arkéa-Samsic), Lukas Pöstlberger (Jayco AlUla) und Alberto Bettiol (EF Education-EasyPost) involviert waren, wobei letzterer mit einem Renndirektor kollidierte, der sich um die gestürzten Fahrer kümmerte. Mit Warren Barguil (Arkéa-Samsic) stürzte ein weiterer Fahrer auf den weiterhin nassen Straßen. Der Franzose konnte das Rennen jedoch ebenfalls fortsetzen. Den zweiten Zwischensprint sicherte sich Magnus Cort Nielsen vor Alessandro De Marchi und Derek Gee, womit die Zeitbonifikationen an die Fahrer der Ausreißergruppe vergeben waren.
Auf den letzten Kilometern forcierten die Mannschaften der Sprinter das Tempo im Peloton. Sie konnten jedoch die Lücke zu den drei Ausreißern nicht schließen, die die letzten zwei Kilometer mit einem Vorsprung von rund 40 Sekunden erreichten. Rund 1500 Meter vor dem Ziel griff Derek Gee an und konnte sich um ein paar Meter von seinen beiden Gefährten absetzen. Während Alessandro De Marchi die Lücke zu dem Kanadier nicht schließen konnte, schloss Magnus Cort Nielsen auf dem letzten Kilometer zu Derek Gee auf. Im Anschluss nahm das Tempo ab und auch Alessandro De Marchi kehrte zur Spitze des Rennens zurück, ehe er den Sprint rund 400 Meter vor dem Ziel eröffnete. Der Italiener musste sich jedoch geschlagen geben, während Magnus Cort Nielsen nach Etappensiegen bei der Tour de France und der Vuelta a España nun auch beim Giro d’Italia triumphierte. Das Hauptfeld erreichte das Ziel mit einem Rückstand von 51 Sekunden, wobei Mads Pedersen den Sprint um den vierten Platz vor Pascal Ackermann (UAE Team Emirates), Stefano Oldani (Alpecin-Deceuninck) und Jonathan Milan gewann.
In der Gesamtwertung liegt Geraint Thomas nun zwei Sekunden vor Primož Roglič (Jumbo-Visma) und fünf Sekunden vor seinem Teamkollegen Tao Geoghegan Hart. Auf dem vierten Gesamtrang folgt João Almeida (UAE Team Emirates), der mit einem Rückstand von 22 Sekunden die Nachwuchswertung anführt. Davide Bais baute seine Führung in der Gesamtwertung weiter aus und hat mit 106 Punkten nun mehr als doppelt soviele Punkte wie sein erster Verfolger. Auch Jonathan Milan verteidigte seine Führung in der Punktewertung, wobei sein erster Verfolger, Mads Pedersen, einen Rückstand von 18 Punkten aufweist. In der Mannschaftswertung liegen weiterhin die Ineos Grenadiers an der Spitze, die mit Geraint Thomas, Tao Geoghegan Hart, Pavel Sivakov, Thymen Arensman und Laurens De Plus fünf Fahrer innerhalb der ersten elf der Gesamtwertung platziert haben. Neben Alexander Wlassow gaben auch Simone Petilli (Cofidis), Erik Fetter (Eolo-Kometa) und Martijn Tusveld (Team DSM) das Rennen auf, womit noch 150 Fahrer im Giro d’Italia verbleiben.

## Ergebnis
| \| Etappenergebnis \| Etappenergebnis \| Etappenergebnis \| Etappenergebnis \| Etappenergebnis \| \| Fahrer \| Fahrer \| Land \| Team \| Zeit \| \| --------------- \| -------------------- \| ---------------------- \| ---------------------------------- \| --------------- \| \| 1. \| Magnus Cort Nielsen \| Dänemark \| EF Education-EasyPost \| 4 h 51 min 15 s \| \| 2. \| Derek Gee \| Kanada \| Israel-Premier Tech \| + 0 s \| \| 3. \| Alessandro De Marchi \| Italien \| Team Jayco AlUla \| + 2 s \| \| 4. \| Mads Pedersen \| Dänemark \| Trek-Segafredo \| + 51 s \| \| 5. \| Pascal Ackermann \| Deutschland \| UAE Team Emirates \| + 51 s \| \| 6. \| Stefano Oldani \| Italien \| Alpecin-Deceuninck \| + 51 s \| \| 7. \| Jonathan Milan \| Italien \| Bahrain Victorious \| + 51 s \| \| 8. \| Mark Cavendish \| Vereinigtes Königreich \| Astana Qazaqstan Team \| + 51 s \| \| 9. \| Mirco Maestri \| Italien \| Eolo-Kometa \| + 51 s \| \| 10. \| Filippo Fiorelli \| Italien \| Green Project-Bardiani CSF-Faizanè \| + 51 s \| |                      |                        |                                    |                 |
| |                      |                        |                                    |                 |
| Quelle: ProCyclingStats |                      |                        |                                    |                 |
| Etappenergebnis |                      |                        |                                    |                 |
| Fahrer | Fahrer               | Land                   | Team                               | Zeit            |
| 1. | Magnus Cort Nielsen  | Dänemark               | EF Education-EasyPost              | 4 h 51 min 15 s |
| 2. | Derek Gee            | Kanada                 | Israel-Premier Tech                | + 0 s           |
| 3. | Alessandro De Marchi | Italien                | Team Jayco AlUla                   | + 2 s           |
| 4. | Mads Pedersen        | Dänemark               | Trek-Segafredo                     | + 51 s          |
| 5. | Pascal Ackermann     | Deutschland            | UAE Team Emirates                  | + 51 s          |
| 6. | Stefano Oldani       | Italien                | Alpecin-Deceuninck                 | + 51 s          |
| 7. | Jonathan Milan       | Italien                | Bahrain Victorious                 | + 51 s          |
| 8. | Mark Cavendish       | Vereinigtes Königreich | Astana Qazaqstan Team              | + 51 s          |
| 9. | Mirco Maestri        | Italien                | Eolo-Kometa                        | + 51 s          |
| 10. | Filippo Fiorelli     | Italien                | Green Project-Bardiani CSF-Faizanè | + 51 s          |

## Gesamtstände
| \| Gesamtwertung \| Gesamtwertung \| Gesamtwertung \| Gesamtwertung \| Gesamtwertung \| \| Fahrer \| Fahrer \| Land \| Team \| Zeit \| \| ------------- \| ------------------ \| ---------------------- \| ------------------ \| ---------------- \| \| 1. \| Geraint Thomas \| Vereinigtes Königreich \| Ineos Grenadiers \| 39 h 26 min 33 s \| \| 2. \| Primož Roglič \| Slowenien \| Jumbo-Visma \| + 2 s \| \| 3. \| Tao Geoghegan Hart \| Vereinigtes Königreich \| Ineos Grenadiers \| + 5 s \| \| 4. \| João Almeida \| Portugal \| UAE Team Emirates \| + 22 s \| \| 5. \| Andreas Leknessund \| Norwegen \| Team DSM \| + 35 s \| \| 6. \| Damiano Caruso \| Italien \| Bahrain Victorious \| + 1 min 28 s \| \| 7. \| Lennard Kämna \| Deutschland \| Bora-Hansgrohe \| + 1 min 52 s \| \| 8. \| Pavel Sivakov \| Frankreich \| Ineos Grenadiers \| + 2 min 15 s \| \| 9. \| Eddie Dunbar \| Irland \| Team Jayco AlUla \| + 2 min 32 s \| \| 10. \| Thymen Arensman \| Niederlande \| Ineos Grenadiers \| + 2 min 32 s \| |                    |                        |                    |                  |
| |                    |                        |                    |                  |
| Quelle: ProCyclingStats |                    |                        |                    |                  |
| Gesamtwertung |                    |                        |                    |                  |
| Fahrer | Fahrer             | Land                   | Team               | Zeit             |
| 1. | Geraint Thomas     | Vereinigtes Königreich | Ineos Grenadiers   | 39 h 26 min 33 s |
| 2. | Primož Roglič      | Slowenien              | Jumbo-Visma        | + 2 s            |
| 3. | Tao Geoghegan Hart | Vereinigtes Königreich | Ineos Grenadiers   | + 5 s            |
| 4. | João Almeida       | Portugal               | UAE Team Emirates  | + 22 s           |
| 5. | Andreas Leknessund | Norwegen               | Team DSM           | + 35 s           |
| 6. | Damiano Caruso     | Italien                | Bahrain Victorious | + 1 min 28 s     |
| 7. | Lennard Kämna      | Deutschland            | Bora-Hansgrohe     | + 1 min 52 s     |
| 8. | Pavel Sivakov      | Frankreich             | Ineos Grenadiers   | + 2 min 15 s     |
| 9. | Eddie Dunbar       | Irland                 | Team Jayco AlUla   | + 2 min 32 s     |
| 10. | Thymen Arensman    | Niederlande            | Ineos Grenadiers   | + 2 min 32 s     |

| Punktewertung | Punktewertung          | Punktewertung | Punktewertung         | Punktewertung |
| Fahrer        | Fahrer                 | Land          | Team                  | Punkte        |
| ------------- | ---------------------- | ------------- | --------------------- | ------------- |
| 1.            | Jonathan Milan         | Italien       | Bahrain Victorious    | 127 P.        |
| 2.            | Mads Pedersen          | Dänemark      | Trek-Segafredo        | 109 P.        |
| 3.            | Kaden Groves           | Australien    | Alpecin-Deceuninck    | 100 P.        |
| 4.            | Derek Gee              | Kanada        | Israel-Premier Tech   | 64 P.         |
| 5.            | Michael Matthews       | Australien    | Team Jayco AlUla      | 60 P.         |
| 6.            | Magnus Cort Nielsen    | Dänemark      | EF Education-EasyPost | 56 P.         |
| 7.            | Davide Bais            | Italien       | Eolo-Kometa           | 39 P.         |
| 8.            | Pascal Ackermann       | Deutschland   | UAE Team Emirates     | 38 P.         |
| 9.            | Alessandro De Marchi   | Italien       | Team Jayco AlUla      | 37 P.         |
| 10.           | Aurélien Paret-Peintre | Frankreich    | AG2R Citroën Team     | 33 P.         |

| Bergwertung | Bergwertung             | Bergwertung | Bergwertung                | Bergwertung |
| Fahrer      | Fahrer                  | Land        | Team                       | Punkte      |
| ----------- | ----------------------- | ----------- | -------------------------- | ----------- |
| 1.          | Davide Bais             | Italien     | Eolo-Kometa                | 104 P.      |
| 2.          | Thibaut Pinot           | Frankreich  | Groupama-FDJ               | 50 P.       |
| 3.          | Karel Vacek             | Tschechien  | Team Corratec-Selle Italia | 36 P.       |
| 4.          | Amanuel Ghebreigzabhier | Eritrea     | Trek-Segafredo             | 26 P.       |
| 5.          | Ben Healy               | Irland      | EF Education-EasyPost      | 24 P.       |
| 6.          | Aurélien Paret-Peintre  | Frankreich  | AG2R Citroën Team          | 22 P.       |
| 7.          | Alessandro De Marchi    | Italien     | Team Jayco AlUla           | 21 P.       |
| 8.          | Francesco Gavazzi       | Italien     | Eolo-Kometa                | 18 P.       |
| 9.          | Warren Barguil          | Frankreich  | Arkéa-Samsic               | 16 P.       |
| 10.         | Santiago Buitrago       | Kolumbien   | Bahrain Victorious         | 12 P.       |

| Nachwuchswertung | Nachwuchswertung   | Nachwuchswertung | Nachwuchswertung      | Nachwuchswertung |
| Fahrer           | Fahrer             | Land             | Team                  | Zeit             |
| ---------------- | ------------------ | ---------------- | --------------------- | ---------------- |
| 1.               | João Almeida       | Portugal         | UAE Team Emirates     | 39 h 26 min 55 s |
| 2.               | Andreas Leknessund | Norwegen         | Team DSM              | + 13 s           |
| 3.               | Thymen Arensman    | Niederlande      | Ineos Grenadiers      | + 2 min 10 s     |
| 4.               | Santiago Buitrago  | Kolumbien        | Bahrain Victorious    | + 4 min 18 s     |
| 5.               | Ilan Van Wilder    | Belgien          | Soudal Quick-Step     | + 11 min 45 s    |
| 6.               | Alexander Cepeda   | Ecuador          | EF Education-EasyPost | + 13 min 23 s    |
| 7.               | Einer Rubio        | Kolumbien        | Movistar Team         | + 16 min 48 s    |
| 8.               | Michel Heßmann     | Deutschland      | Jumbo-Visma           | + 17 min 50 s    |
| 9.               | Filippo Zana       | Italien          | Team Jayco AlUla      | + 23 min 52 s    |
| 10.              | Marco Frigo        | Italien          | Israel-Premier Tech   | + 25 min 29 s    |

| Mannschaftswertung | Mannschaftswertung    | Mannschaftswertung           | Mannschaftswertung |
| Team               | Team                  | Land                         | Zeit               |
| ------------------ | --------------------- | ---------------------------- | ------------------ |
| 1.                 | Ineos Grenadiers      | Vereinigtes Königreich       | 118 h 19 min 48 s  |
| 2.                 | EF Education-EasyPost | Vereinigte Staaten           | + 6 min 17 s       |
| 3.                 | Bahrain Victorious    | Bahrain                      | + 6 min 19 s       |
| 4.                 | Jumbo-Visma           | Niederlande                  | + 8 min 09 s       |
| 5.                 | UAE Team Emirates     | Vereinigte Arabische Emirate | + 10 min 45 s      |
| 6.                 | Soudal Quick-Step     | Belgien                      | + 17 min 46 s      |
| 7.                 | Bora-Hansgrohe        | Deutschland                  | + 20 min 22 s      |
| 8.                 | Groupama-FDJ          | Frankreich                   | + 27 min 01 s      |
| 9.                 | Israel-Premier Tech   | Israel                       | + 27 min 21 s      |
| 10.                | Astana Qazaqstan Team | Kasachstan                   | + 33 min 01 s      |

## Ausgeschiedene Fahrer
- Stefan Küng (Groupama-FDJ): zwecks Vorbereitung auf weitere Radsportwettbewerbe nicht gestartet
- Remco Evenepoel (Soudal Quick-Step): wegen positivem Corona-Test nicht gestartet
- Rigoberto Urán (EF Education-EasyPost): wegen positivem Corona-Test nicht gestartet
- Domenico Pozzovivo (Israel-Premier Tech): wegen positivem Corona-Test nicht gestartet
- Callum Scotson (Team Jayco AlUla): wegen positivem Corona-Test nicht gestartet
- Sven Erik Bystrøm (Intermarché-Circus-Wanty): wegen COVID-19-Symptome nicht gestartet
- Mads Würtz Schmidt (Israel-Premier Tech): wegen Unwohlsein nicht gestartet
- Rein Taaramäe (Intermarché-Circus-Wanty): wegen Magenschmerzen nicht gestartet
- Oscar Riesebeek (Alpecin-Deceuninck): nicht gestartet
- Simone Petilli (Intermarché-Circus-Wanty): während der Etappe aufgegeben
- Alexander Wlassow (Bora-hansgrohe): während der Etappe aufgegeben
- Martijn Tusveld (Team DSM): während der Etappe aufgegeben
- Erik Fetter (Eolo-Kometa Cycling Team): während der Etappe aufgegeben[4]